# Intendência das Minas
Intendência das Minas foi um órgão criado para cobrar os impostos e superintender todo o serviço de mineração, por  alvará de 19 de abril de 1702, após a confirmação da existência de grandes quantidades de ouro na área do Rio das Velhas. 
Este reformulou as antigas provedorias das Minas, transformando-as em superintendências, e regulou a demarcação das datas, ou seja, das propriedades territoriais destinadas à exploração mineral.
Foi criada uma Intendência para cada capitania do Brasil em que houvesse extração de ouro. A Intendência compunha-se de um superintendente, a quem cabia a supervisão geral dos trabalhos e de um guarda-mor, que fazia a repartição e fiscalização das jazidas entre os mineradores. Todas as minas eram propriedades da Coroa, portanto, as novas descobertas deviam ser comunicadas às autoridades para serem devidamente registradas e, assim, ser exploradas, após a expedição de uma autorização especial emitida pela Intendência. 
A Intendência também era responsável pela divisão das áreas a serem exploradas em lotes, que eles chamaram de datas. O responsável por descobrir onde havia ouro podia escolher as primeiras datas e o resto seria dividido por aqueles que comprovassem ter mais escravos para a exploração da área, sendo que uma parte era exclusiva para exploração da Coroa. 
Em lugares afastados da Intendência, era nomeado um Guarda-menor (nomeado pelo Guarda-mor), o que acabou gerando abusos, como a venda de nomeações, etc. Dentre os impostos pagos à Intendência das Minas estão o Quinto, que consistia na cobrança de 20% do ouro encontrado, a Capitação, que era o imposto per capita e a Finta, que exigia no mínimo 30 arrobas de ouro encontrado por ano (aproximadamente 450 quilos). 
Depois de um tempo o ouro começou a passar por uma crise, afinal de contas o ouro é um recurso não-renovável, portanto se não explorado da melhor forma não dura muito, e foi o que aconteceu. Devido a queda no pagamento de impostos a coroa começou a acusar o povo de estar mentindo sobre a escassez do ouro, e os acusavam de estar contrabandeando-o.